# Saint-Perdoux, Lot
Saint-Perdoux är en kommun i departementet Lot i regionen Occitanien i södra Frankrike. Kommunen ligger i kantonen Figeac-Est som tillhör arrondissementet Figeac. År 2022 hade Saint-Perdoux 202 invånare.

## Befolkningsutveckling
Antalet invånare i kommunen Saint-Perdoux
| Referens: INSEE |